# Crise de l'industrie forestière
La crise de l'industrie forestière est une crise qui se caractérise par plusieurs mises à pieds au niveau du secteur primaire (à même la coupe du bois) et le secteur secondaire (e.g. la manufacture du bois d'œuvre et du papier). En vérité, ce phénomène touche principalement l'Amérique du Nord et un peu l'Europe occidentale.